# Bonsoir
Bonsoir é um filme francês de 1994 dirigido por Jean-Pierre Mocky.

## Elenco
- Michel Serrault (Alex Ponttin)
- Claude Jade (Caroline Winberg)
- Marie-Christine Barrault (Marie)
- Corinne Le Poulain (Gloria)
- Jean-Claude Dreyfus (Bruneau)
- Jean-Pierre Bisson (Marcel Dumont)
- Maaike Jansen (Yvonne Dumont)
- Catherine Mouchet (Eugénie)
- Serge Riaboukine (Bonfils)

## Sinopse
Há um ano Alex Ponttin (Michel Serrault) perdeu seu emprego e ao mesmo tempo sua mulher. Como consequência, da noite para o dia se encontra sem lugar para dormir. Mas há algum tempo uma sombra o segue, e as queixas dos donos dos apartamentos começam. Alex encontra uma nova cama na casa de um casal de lésbicas Caroline (Claude Jade) e Gloria (Corinne Le Poulain). Para salvar sua herança, Caroline diz para sua tia (Monique Darpy), que Gloria é sua secretária e Alex seu amante….